# シエラレオネの国章
シエラレオネの国章（シエラレオネのこくしょう）は、独立直前の1960年12月1日に制定された。
両脇に二本のヤシの木を配し、その脇に二頭のライオンを描いて、そのライオンが中央の大きな盾を支えている。盾の最上部には三本の松明が描かれ、その下の緑のジグザグとライオンは、国名の由来となった「ライオンの山」を表している。その下の白と青の波線は、この国にはじめて解放奴隷がやってきた首都フリータウンの浜辺を意味する。盾に使われている緑、白、青の三色はシエラレオネの国旗と同じ色である。国章の底部には公用語である英語で国の標語unity、freedom、justice「統一、自由、正義」と書かれたスクロールがかかっている。

イギリス領時の紋章（1889年から1914年まで）
イギリス領時の紋章（1914年から1960年まで）